# フォルド・ウラン濃縮工場

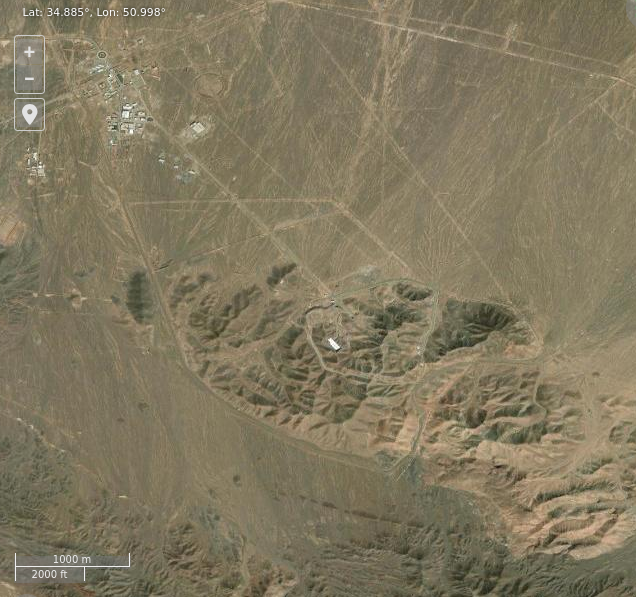
フォルドゥ・ウラン濃縮工場（NASAの写真、2025年6月19日）

フォルド・ウラン濃縮工場（フォルド・ウランのうしゅくこうじょう、英語: Fordow Uranium Enrichment Plant）は、正式名称をシャヒド・アリ・モハンマディ核施設（ペルシア語: تأسیسات هسته‌ای شهید علی‌محمدی）といい、日本のマスコミではよくフォルドゥとされるのは、イランの都市ゴムの北30キロメートルに位置する地下のウラン濃縮施設である 。
以前はイスラム革命防衛隊基地であったが、現在この施設はイラン原子力機構（AEOI）の管理下にある。ここはイランで2番目のウラン濃縮施設であり、もう1つはナタンズ核施設である。

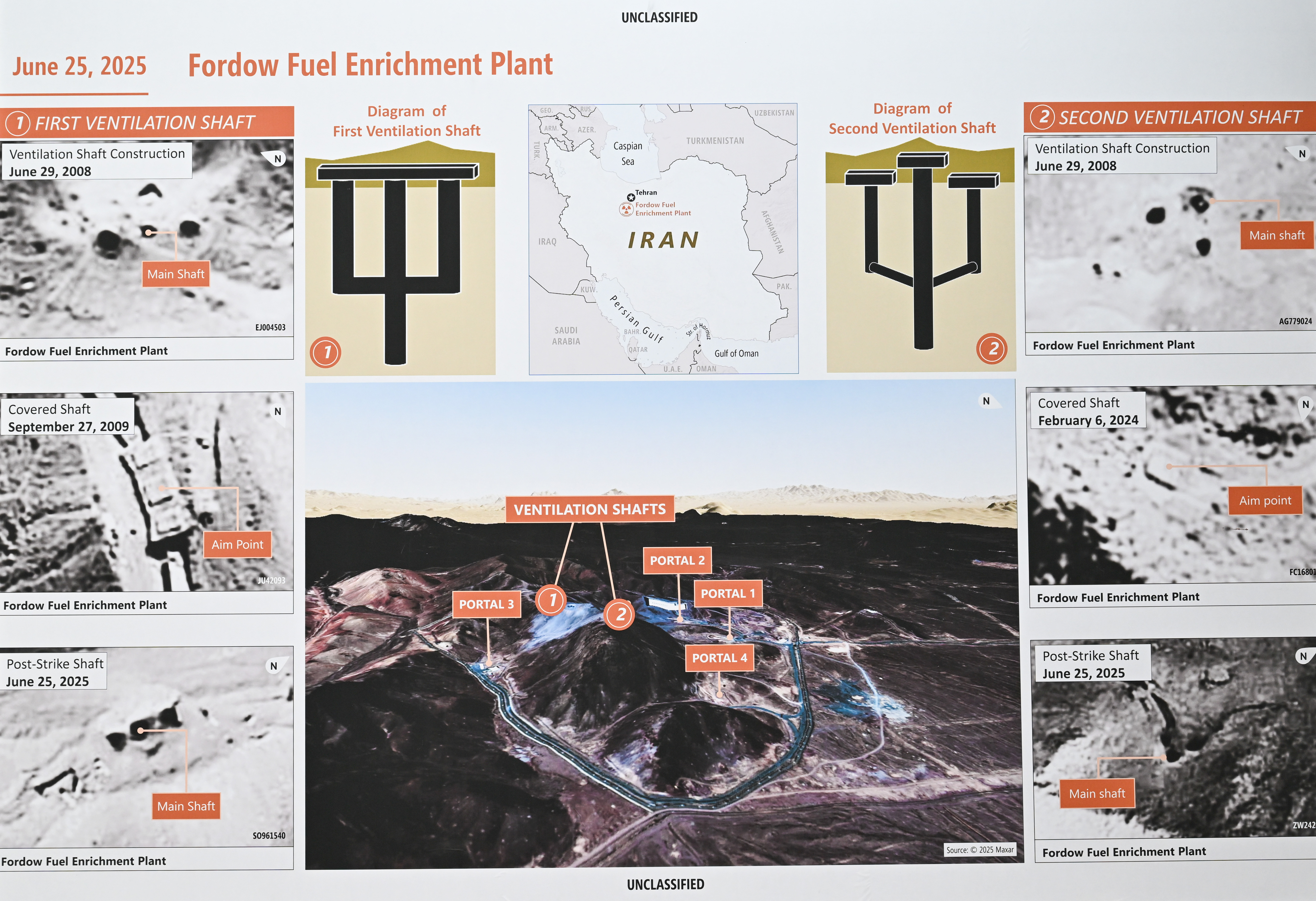
2025.

2025年6月13日、この施設はイスラエル空軍の攻撃を受け、6月22日にはアメリカ軍の攻撃を受け、ドナルド・トランプ大統領は施設が「壊滅した」と主張した。

## 名称
名称はイスラム革命の出発地グム近くの村フォルドを思い出させるが、そこからは100キロメートル離れている。ローマ字に直してFordoまたはFordowとされるペルシャ語の発音はフォルドゥーでもフォルド（IPA; foɾˈdu または foɾˈdo）でもよく、この記事ではフォルド村と合わせるために、フォルドを採用している。

## 参照項目
- イランの核開発計画
- フォルド
- イランの核施設（英語版）
- イランの核施設へのアメリカの攻撃
- ナタンズ核施設
- IR-40